# Biomarkør
En biomarkør eller biologisk markør er en målbar indikator af en biologisk tilstand. Biomarkører måles ofte for at evaluere normale biologiske processer, sygdomsfremkaldende processer eller farmakologiske reaktioner på en medicinsk behandling, dvs. til diagnose og behandling.
Biomarkør bruges nogle gange som synonym for biosignatur.

## Hvordan bruges biomarkører

### Sundhed og sygdom
Kroppens egne molekyler fortæller en historie om kroppens tilstand. Her er nogle eksempler.
- Akutfaseproteiner afspejler den almene sundhedstilstand.

- Specifikke antistoffers tilstedeværelse viser en infektion.

- Prostata-specifikt antigen (PSA) indikerer prostata-kræft.

- Oncogener er blandt andre kræftmarkører, der benyttes til molekylær diagnose af en række kræftformer.

Andre stoffer introduceres for at afspejle bestemte tilstande, som for eksempel rubidium chlorid, der anvendes som en radioaktiv isotop for at vurdere blodforsyning af hjertemusklen.

### Søgen efter liv i universet
Biomarkører (her oftes biosignaturer) udnyttes i forskernes søgen efter liv i universet, oftest som en gas i atmosfæren eller organiske forbindelser på overfladen af måner, planeter og exoplaneter.

### Andre videnskabelige områder
Biomarkører anvendes som molekylære fossiller til at klarlægge detaljer i arternes indbyrdes slægtsskab og evolutionen helt generelt.
Biomarkører i form af DNA viser udbredelsen af dyr og bakterier.
Kriminalteknisk afsløres og identificeres en gerningsmand af biomarkører som blod, fingeraftryk og DNA, jf. Det Centrale DNA-profil-register.